# Day of Defeat: Source
Day of Defeat: Source es la nueva versión de Day of Defeat, el mod para Half-Life sobre los combates en el teatro europeo durante la Segunda Guerra Mundial. Se mueve con el aclamado motor Source, de Valve, que le aporta mucho realismo, mejores gráficos y sonidos, y por encima de todo Físicas. Está basado en el juego en equipo (team-play) en escenarios históricos de la Segunda Guerra Mundial.

## Lanzamiento
DoD:S fue lanzado el 26 de septiembre de 2005, por la plataforma de venta, distribución y lanzamiento Steam, de Valve. En poco tiempo fue un éxito y se propagó por los servidores de internet. Tenía muchos bugs que fueron arreglados en las siguientes semanas; por ejemplo un bug por el cual los jugadores se "pegaban" y no se podían mover hasta que uno de ellos se tumbara.

## Contenido
Cuando fue lanzado, el paquete incluía cuatro mapas: dod_anzio, dod_avalanche, dod_donner y dod_flash. Con el paso de los meses, han ido saliendo nuevos mapas por parte de valve, con nuevas modalidades de juego; uno de ellos, dod_argentan, fue agregado en el update del 30 de noviembre de 2005, y rápidamente se hizo popular entre los jugadores. El 26 de enero de 2006 se agregó una "remake" del mapa dod_kalt, adaptación del DoD, aumentando así el número de mapas a 6. Mención merecida tienen los videos que ha sacado Valve para promocionar sus últimos mapas, en los que, con secuencias del juego, han realizado 3 videos que nada tienen que envidiar a una película y que se pueden encontrar en buscadores de video con los títulos de "Prelude to Victory", "Jagd" o "Colmar".
Es de agradecer también que haya personas que se dediquen a realizar mapas custom para el Day of Defeat. Algunos son adaptaciones de mapas del DoD antiguo. Otros, invenciones totalmente nuevas y de gran jugabilidad. Todos con la misma finalidad, conseguir que el jugador se pase horas divirtiéndose.

## Tecnologías Utilizadas
Day of Defeat: Source fue el primer juego en implementar el efecto de High Dynamic Range (HDR) (luego utilizado por Counter-Strike: Source, Half-Life 2: Lost Coast,Half-Life 2: Episode One y Half-Life Episode Two). Valve incluyó también otros efectos después de su lanzamiento con el objetivo de hacer lucir el juego más como una película de la Segunda Guerra Mundial. Estos son: motion blur, depth of field (profundidad de campo), grano de película y corrección de color.

## Modalidad de Juego
Al unirse al servidor, el jugador elige un equipo para el que jugar - ya sean los Aliados de la Segunda Guerra Mundial o la Wehrmacht (Fuerzas Armadas alemanas). Luego de esto, debe elegir una clase; las disponibles son: Fusilero, Asalto, Refuerzo, Francotirador, Ametrallador o Cohete. Algunos servidores pueden limitar el número de jugadores de cada clase, usualmente para prevenir el abuso de francotiradores o ametralladores; también algunos servidores tienen la opción de elección aleatoria de clases. Una vez que tiene la clase el jugador empieza en un punto predeterminado del mapa, y debe pelear por el control de los objetivos. Si muere, para volver a batalla debe esperar a la próxima oleada de refuerzos, que toma entre 5 y 15 segundos dependiendo del mapa y la cantidad de jugadores en él. Cualquier compañero de equipo que muere con él sufre el mismo destino y debe esperar también. El jugador también tiene la posibilidad de cambiar de clase e inclusive de equipo mientras espera los refuerzos. Es posible hacerlo mientras se está vivo, pero hacerlo incrementa la cuenta de muertes del jugador.
Comparado con otros FPS, Day of Defeat: Source permite al jugador sólo una pequeña cantidad de vida; lo que hace que el ser alcanzado por un solo tiro resulte en la muerte. El ser disparado en la cabeza con cualquier arma causa la muerte. Es por eso que los jugadores deben cubrirse entre sí y utilizar el trabajo en equipo para alcanzar la victoria.
Todas las armas del juego tienen límites hechos dentro de la realidad. Por ejemplo las ametralladoras pesadas deben montarse sobre sus trípodes antes de utilizarlas o se pierde totalmente el control del arma, la bazuca debe apoyarse en el hombro antes de disparar (el jugador se mueve más lento y es más vulnerable en este periodo), el francotirador pierde precisión si no utiliza la mira telescópica, y a las granadas hay que quitarle el seguro antes de arrojarlas. "Cocinar" una granada por más de 5 segundos causará que explote en la mano del jugador, matándose él mismo y cualquiera que esté a su alrededor, incluyendo sus aliados si el servidor tiene activado el "fuego amigo".

## Modos de Juego
|               | Ejército de los Estados Unidos                                                                 | Heer (Wehrmacht)                                                                               |
| ------------- | ---------------------------------------------------------------------------------------------- | ---------------------------------------------------------------------------------------------- |
| Fusilero      | M1 Garand x2 granadas de fusil Cuchillo M1918                                                  | Mauser Karabiner 98 Kurz x2 granadas de fusil Pala                                             |
| Asalto        | M1A1 Thompson (con culatazo) Colt M1911A1 granada de fragmentación Mk IIA1 Granada de humo M18 | Maschinenpistole 40 (con culatazo) Walther P38 Stielhandgranate 24 Stielhandgranate 24 de humo |
| Apoyo         | M1918A2 Browning Automatic Rifle x2 granadas de fragmentación Mk IIA1 Cuchillo M1918           | Sturmgewehr 44 x2 Stielhandgranaten 24 Pala                                                    |
| Francotirador | Springfield M1903A4 Colt M1911A1 Cuchillo M1918                                                | Mauser Karabiner 98 Kurz (con mira telescópica) Walther P38 Pala                               |
| Ametrallador  | Browning M1919A6 Colt M1911A1 Cuchillo M1918                                                   | Maschinengewehr 42 Walther P38 Pala                                                            |
| Cazacarros    | M9A1 Bazooka M1 Carbine Cuchillo M1918                                                         | Panzerschreck RPzB 54 Mauser C96 M1932 (totalmente automática) Pala                            |

## Cambios y mejoras con respecto aDay of Defeatv1.3
Day of Defeat: Source tiene cambios menores respecto a la jugabilidad de Day of Defeat. La mayoría de los cambios son visuales o aquellos realizados para promover el juego en equipo.

### Equipamiento especializado
Esta nueva versión de Day Of Defeat ha cambiado respecto al equipamiento de cada clase buscando equiparar ventajas y desventajas en cada una de ellas.
El más claro ejemplo es el de la clase de fusilero. En el Day of Defeat original, los fusileros estaban equipados con pistola y tenían también la posibilidad de golpear con la culata. Lo que les daba una buena cantidad de variantes al enfrentarse al enemigo pudiéndolo hacer a distancia o combate cuerpo a cuerpo. En Day of Defeat: Source, el fusilero no carga arma secundaria, y en lugar del culatazo ahora tiene la posibilidad de usar la mira del arma. También, en lugar de granadas de fragmentación normales, esta clase está equipada con dos granadas de fusil. Estas granadas se cargan en el cañón del fusil o en una bocacha lanzagranadas, lo que permite lanzarlas con mucha mayor velocidad, distancia y precisión que las granadas de mano; y su desventaja es que el cargar la granada toma una considerable parte de tiempo lo que en algunos casos puede causar la muerte. Es por ello que el jugador que elija esta clase debe priorizar el combate a distancia y evitar el contacto cercano con el enemigo.
Cambios similares se produjeron en otras clases; esto reduce en gran medida la posibilidad de que una clase sea la dominante (y por lo tanto la más usada) en el juego.

### Físicas en tiempo real
Desde la creación del motor Source, Valve lo ha implementado en sus juegos más recientes, el primero de ellos fue Counter Strike: Source. Como todos ellos, cuentan con el soporte de una nueva y mucho mejor versión del motor de físicas Havok.
Dentro del juego, el motor otorga al jugador la posibilidad de modificar el entorno que lo rodea para obtener una posición más favorable, como se haría en una guerra real. Mover muebles para tapar una puerta, o girar una mesa para usarla como soporte para la ametralladora pesada son solo un ejemplo de como el jugador puede obtener ventaja de este motor. Inclusive el casco vuela y sale despedido ante una explosión cercana, o sirve de protección de un tiro en la cabeza, para luego caer al piso y rodar lo más realista posible.
Así también el cuerpo de los soldados tiene movimientos sumamente reales.

### Simulación de audio dinámica
Day of Defeat: Source introduce un sistema de audio que fue utilizado solo por NPC's en Half-Life 2. Day of Defeat: Source es el primer juego Source multijugador en utilizar este sistema de audio.
Cada sonido varía dependiendo de la distancia u objetos o paredes que lo puedan disminuir, los cuales son procesados y luego enviados al jugador. 

## Juego En línea
Day of Defeat: Source es un juego multijugador en línea, por lo tanto su contenido varía ligeramente en cada servidor, incluyendo mapas personalizados y cambios administrativos, el "Mani admin plugin" es uno de los más populares. Como en muchos otros juegos en línea, Day of Defeat: Source atrae a los jugadores a la formación de su clan. Existen ligas en las que clanes expertos compiten entre sí, estos clanes suelen poseer su servidor propio, que utilizan de manera privada. Muchos otros servidores son públicos, por lo tanto accesible por todo aquel que posea el juego.
Ligas
En Day of Defeat: Source, existen ligas especiales en las que se compite. Una de las más conocidas es la CAL, o Cyberathlete Amateur League (Liga de Ciberatletas Amateur). CAL es la división amateur de CPL, o Cyberathlete Professional League (Liga de Ciberatletas Profesional). Liga Española (enlace roto disponible en Internet Archive; véase el historial, la primera versión y la última). se trata de la competición española que se celebra semanalmente 2 ligas al año.
Day of Defeat: Source es aún un juego joven en materia de ligas, especialmente comparado con otros juegos de la popularidad de Counter-Strike and Quake III. Sin embargo, la buena venta del juego sumada al traspaso de jugadores desde el DoD original a esta nueva versión están haciendo que la comunidad "dodera" crezca prontamente.
Igualmente importante es resaltar la labor de los diferentes servidores públicos. Existen gran cantidad de servidores de muchas nacionalidades distintas.